# Баграташвили, Виктор Николаевич
Виктор Николаевич Баграташвили (01.03.1947 — 12.04.2018) — российский учёный в области атомно-молекулярных технологий, доктор физико-математических наук, профессор, заслуженный деятель науки РФ.

## Биография
Родился 01.03.1947 в Риге.
Окончил факультет общей и прикладной физики Московского физико-технического института (1970) и аспирантуру Института спектроскопии АН СССР (1973).
В 1977 г. защитил кандидатскую диссертацию по специальности «оптика» (руководитель — проф. В. С. Летохов):
- Исследование импульсного СО₂-лазера высокого давления с плавной перестройкой частоты излучения : диссертация … кандидата физико-математических наук : 01.04.05. — Академгородок, Московская область, 1977. — 151 с. : ил.

С 1973 по 1980 г. младший научный сотрудник Института спектроскопии АН СССР.
С 1980 г. работал в ИПЛИТ РАН (ИФТ РАН) (первоначально — НИЦТЛ АН): старший научный сотрудник, заведующий лабораторией, заведующий отделом атомно-молекулярных технологий Института фотонных технологий им. В. С. Летохова ФНИЦ «Кристаллография фотоника» РАН.
В 1986 г. защитил докторскую диссертацию по специальности — химическая физика, физика горения и взрыва:
- Неравновесная ИК лазерная фотохимия многоатомных молекул : диссертация … доктора физико-математических наук : 01.04.17. — Москва, 1986. — 364 с. : ил.

С 1991 г. профессор по той же специальности.
С 2008 г. по совместительству профессор кафедры физической химии МГУ.
Умер 12 апреля 2018 года в Москве.

## Научная деятельность
Предложил и разработал электроионизационный CO2 лазер высокого давления с плавной перестройкой частоты излучения. Предложил и реализовал метод оптико-акустической калориметрии многофотонного возбуждении молекул в сильном ИК лазерном поле.

### Научные труды
Автор более 300 научных публикаций в журналах, 7 монографий и обзоров, получил 18 патентов в области лазерной техники, лазерной спектроскопии, лазерной физики, химии и биомедицины, лазерной микротехнологии, медицинской физики, химической физики сверхкритических сред, нанотехнологий.
- В. Н. Баграташвили, В. С. Летохов, А. А. Макаров, Е. А. Рябов. Многофотонные процессы в молекулах в ИК лазерном поле. Часть I. Москва. ВИНИТИ, 1980. Часть II. Москва. ВИНИТИ, 1981.
- Лазерная инженерия хрящей [Текст] / [В. Н. Баграташвили и др.]; под ред. В. Н. Баграташвили, Э. Н. Соболя, А. Б. Шехтера. — Москва : ФИЗМАТЛИТ, 2006. — 487 с. : ил., цв. ил., табл.; 22 см; ISBN 5-9221-0729-1

## Награды и звания
- Заслуженный деятель науки РФ (1999).